# Petříkovec
Der Petříkovec, auch Novoveský potok, ist ein rechter Nebenfluss des Okluky in Tschechien.

## Geographie
Der Petříkovec entspringt am Westhang des Hluboček (366 m) im Dolnomoravský úval (Südliches Marchbecken). Der Lauf des Baches führt zunächst nach Nordwesten bis an den Stadtrand von Kunovice. Dort wendet sich der Bach scharf nach Südwesten und fließt vorbei an Novoveské Lázně, Ostrožská Nová Ves, Chylice und Kvačice in den Okluky.
Der Petříkovec hat eine Länge von 12,2 km, sein Einzugsgebiet beträgt 26,8 km².

## Zuflüsse
- Chylický potok (l), bei Ostrožská Nová Ves